# 都市圏 (国土交通省)
国土交通省都市・地域整備局が定義した統計上の都市圏である。その他の定義は「都市圏」を参照。

## 定義
人口10万人以上で昼夜間人口比率が1以上の都市を核都市として、核都市への通勤通学者が、全通勤通学者の 5% 以上または500人以上である市町村を含む圏域を都市圏として設定する。
核都市が 20 km 以内に併存する場合には、連結して一つの都市圏とする。

## 都市圏（2000年時点）
以下の設定基準は2000年（平成12年）国勢調査に基づく。国土交通省の統計は都市圏を定義するものではなく、各都市圏の範囲や名称は統計結果ごとに異なる。一例として、2000年（平成12年）基準の久留米市都市圏と佐賀市都市圏は、2005年（平成17年）基準では久留米市・佐賀市都市圏になった。

### 全国
- 都市圏数：85
- 都市圏人口：112,571千人（全国比 88.9%）
- 都市圏面積：16,699千 ha (全国比 44.8%）
- DID 人口：80,422千人（全国比 97.1%）
- DID 面積：1,185千ha（全国比 95.1%）

### 各地の都市圏
- 札幌都市圏
- 函館都市圏
- 小樽都市圏
- 旭川都市圏
- 室蘭都市圏
- 釧路都市圏
- 帯広都市圏
- 苫小牧都市圏
- 青森都市圏
- 弘前都市圏
- 八戸都市圏
- 盛岡都市圏
- 仙台都市圏
- 石巻都市圏
- 秋田都市圏
- 山形都市圏
- 鶴岡都市圏
- 酒田都市圏
- 福島都市圏
- 会津若松都市圏
- 郡山都市圏
- 水戸都市圏
- 日立都市圏
- つくば・土浦都市圏
- 宇都宮都市圏
- 小山都市圏
- 前橋・高崎・熊谷・太田・伊勢崎・桐生都市圏
- 東京特別区部・八王子・立川・武蔵野都市圏
- 平塚・厚木都市圏
- 新潟都市圏
- 長岡都市圏
- 上越都市圏
- 富山・高岡都市圏
- 金沢都市圏
- 福井都市圏
- 甲府都市圏
- 長野都市圏
- 松本都市圏
- 上田都市圏
- 飯田都市圏
- 岐阜・大垣都市圏
- 静岡都市圏
- 浜松都市圏
- 富士・沼津都市圏
- 名古屋・小牧都市圏
- 豊田・安城・刈谷・西尾都市圏
- 津・松阪・伊勢都市圏
- 四日市都市圏
- 彦根都市圏
- 京都・草津都市圏
- 大阪・東大阪・守口・門真・大東都市圏
- 神戸都市圏
- 姫路都市圏
- 和歌山都市圏
- 鳥取都市圏
- 米子都市圏
- 松江都市圏
- 岡山・倉敷都市圏
- 広島・呉都市圏
- 福山都市圏
- 北九州・下関都市圏
- 宇部都市圏
- 山口都市圏
- 徳山都市圏
- 岩国都市圏
- 徳島都市圏
- 高松都市圏
- 松山都市圏
- 今治都市圏
- 新居浜都市圏
- 高知都市圏
- 福岡都市圏
- 大牟田都市圏
- 久留米都市圏
- 佐賀都市圏
- 長崎都市圏
- 佐世保都市圏
- 熊本都市圏
- 八代都市圏
- 大分都市圏
- 宮崎都市圏
- 都城都市圏
- 延岡都市圏
- 鹿児島都市圏
- 那覇・浦添都市圏

## 都市圏（2019年時点）
2020年までに65都市圏でパーソントリップ調査が実施されている。カッコ内は都市圏の中心都市。

### 三大都市圏
- 東京都市圏（東京23区）
- 近畿圏／京阪神都市圏（大阪市）
- 中京都市圏（名古屋市）

### 地方中枢都市圏
- 道央都市圏（札幌市）
- 仙台都市圏（仙台市）
- 広島都市圏（広島市）
- 北部九州都市圏（福岡市）

### 地方中核都市圏
- 旭川都市圏（旭川市）
- 函館都市圏（函館市）
- 青森都市圏（青森市）
- 盛岡都市圏（盛岡市）
- 秋田都市圏（秋田市）
- 山形都市圏（山形市）
- 福島都市圏（福島市）
- 郡山都市圏（郡山市）
- いわき都市圏（いわき市）
- 水戸・勝田都市圏（水戸市）
- 日立都市圏（日立市）
- 宇都宮都市圏（宇都宮市）
- 小山・栃木都市圏（小山市）
- 前橋・高崎都市圏（前橋市）
- 両毛都市圏（太田市）
- 新潟都市圏（新潟市）
- 長岡都市圏（長岡市）
- 富山・高岡都市圏（富山市）
- 金沢都市圏（金沢市）
- 福井都市圏（福井市）
- 甲府都市圏（甲府市）
- 長野都市圏（長野市）
- 松本都市圏（松本市）
- 静岡中部都市圏（静岡市）
- 西遠都市圏（浜松市）
- 東駿河湾都市圏（沼津市）
- 岳南都市圏（富士市）
- 豊田都市圏（豊田市）
- 中南勢都市圏（津市）
- 播磨都市圏（姫路市）
- 岡山県南都市圏（岡山市）
- 備後・笠岡都市圏（福山市）
- 山口・防府都市圏（山口市）
- 宍道湖中海都市圏（米子市）
- 徳島都市圏（徳島市）
- 松山都市圏（松山市）
- 高松都市圏（高松市）
- 高知都市圏（高知市）
- 佐賀都市圏（佐賀市）
- 大分都市圏（大分市）
- 熊本都市圏（熊本市）
- 長崎都市圏（長崎市）
- 宮崎都市圏（宮崎市）
- 鹿児島都市圏（鹿児島市）
- 沖縄中南部都市圏（那覇市）

### 地方中心都市圏
- 釧路都市圏（釧路市）
- 室蘭都市圏（室蘭市）
- 帯広都市圏（帯広市）
- 苫小牧都市圏（苫小牧市）
- 北見網走都市圏（北見市）
- むつ都市圏（むつ市）
- 花巻都市圏（花巻市）
- 七尾都市圏（七尾市）
- 飛騨都市圏（高山市）
- 伊賀都市圏（伊賀市）
- 三原・本郷都市圏（三原市）
- 周南都市圏（周南市）
- 柳井・平生都市圏（柳井市）